# Roma Fidene
Roma Fidene (wł: Stazione di Fidene) – przystanek kolejowy w Rzymie na linii FR1, w regionie Lacjum, we Włoszech. Znajdują się tu 2 perony.